# Casanova (Alta Córcega)
Casanova es una comuna y población de Francia, en la región de Córcega, departamento de Alta Córcega, en el distrito de Corte y cantón de Venaco.
Está integrada en la Communauté de communes du Centre Corse.

## Demografía
| 114                        | 121 | 125 | 128 | 195 | 264 |
| (Fuente: [cita requerida]) |     |     |     |     |     |

(Población sans doubles comptes según la metodología del INSEE).